# Mohmad Sulajew
Mohmad Sulajew (czecz. Мохьмад Сулаев, ur. 1920, zm. 1992) – czeczeński poeta, prozaik, krytyk literacki i tłumacz, lekarz z zawodu. Zadebiutował w 1939 r. Autor szeregu tomów poetyckich, które weszły do klasyki literatury czeczeńskiej. Popularyzator kultury czeczeńskiej w języku rosyjskim. Wiele napisanych przez niego wierszy, do których skomponowano muzykę, stało się popularnymi piosenkami.
Polski przekład dziewięciu wierszy Sulajewa ukazał się w tomiku Wajnachowie - wojna i wolność. Poezja czeczeńska i inguska, w opracowaniu J. E. Wieluńskiego, Lublin 1995.